# まゆかのダーリン!
『まゆかのダーリン!』とは、渡辺純子による日本の漫画作品である。

## 作品概要

### 連載状況
- 当初はまんがタイムナチュラルで掲載されていたが、ナチュラル自体が休刊になってしまったため、以降はまんがタイムスペシャルとまんがタイムきららキャラットで連載を継続していた。
  - まんがタイムナチュラルは2003年10月号のみ
  - まんがタイムスペシャルは2004年2月号から2006年1月号まで
  - まんがタイムきららキャラットは2004年6月号から連載開始
    - 2007年9月号より長期休載していたが、まんがタイムきららキャラット 2009年4月号より6月号までの短期集中連載をもって完結した。

## あらすじ
年上のりょうお兄ちゃん（実際には叔父）のことが好きな幼稚園児、まゆかと、その周囲の人たちの日常を描いた4コマ漫画である。

## 登場人物

### まゆかの家族
松浦まゆか
主人公、5歳、女性、幼稚園児
3歳のときに頭についたセミをとってもらったことがきっかけで、りょうのことを好きになる。
礼儀ただしくまじめな性格だが、母親から耳年増な知識を中途半端に吹き込まれたため、意味もわからずませた発言や行動をしてしまい、りょうや周囲の人間を赤面させている。
甘い物が苦手で、好物は日本そばとせんべい。そのため、バレンタインデーにりょうにせんべいをあげたことがある。
木村りょう
男性、17歳、高校生
まゆかが大好きな「おにいちゃん」（実際の血縁関係は叔父）
誕生日にバースデープレゼントと称して姉から「まゆか」をプレゼントされる。
常識的で人当たりがよく、周囲の人からの評判も悪くないのだが、なぜか不運に巻き込まれることが多く、本人も半ば運の悪さに諦観している。（まゆかに好かれるという「幸運」で運を使い果たしてるのでは？と、言われている）
同居しているまゆかから頻繁に「愛の告白」や、数々のませた愛情表現を受け、当惑していたが、最近ではまんざらでもないようである。
松浦まい(旧姓木村まい)
まゆかの母、りょうの姉にあたる、23歳。
単身赴任中の夫のところに引っ越す時に、りょうに会えなくなると思って悲しんでいたまゆかを見て、まゆかを半ば強引にりょうのもとに預けることにした。
陽気で自己中心的な性格だが、好きな人を一途に想う素晴らしさをまゆかに教える。
学生時代は、その暴走気味の性格やぶっとんだ恋愛観が災いして、相手に敬遠された過去を持つ。
松浦治
まゆかの父、りょうの義兄にあたる。
物腰柔らかで穏やかな男性。
まゆかのですます調のしゃべり方は、父である彼の影響だと思われる。
職業は不明だが、仕事帰りと思われる場面でスーツ姿を見せたことがある。
木村よし江
まゆかの祖母、りょうの母にあたる。
突如同居することになった孫のまゆかをよろこんで迎える。
家事の手を抜く事が多い。
まゆか、りょうに次いで登場回数の多い人物。
木村一郎
まゆかの祖父、りょうの父にあたる。
まゆかを溺愛しているが、まゆか本人が堂々と「りょうおにいちゃんが好き！」と言ってしまったために、実の息子であるりょうに激しく嫉妬している。
趣味はまゆかの写真を撮る事で、すでに相当な枚数の写真を撮影、保存している。

### その他
新田さん
下の名前不明、女性、高校生。
りょうのクラスメイト。
りょうがまゆかに好かれていると知ると、半ばストーカー気味に尾行し、勝手に二人のデート中の写真を撮影し、悦に入っている。
りょうが少しでも興ざめしそうな言動をとると、即座にりょうを怒鳴りつけ、場合によっては殴ることさえある。
非常に奇妙な人物だが、学校の成績は良いらしい。
谷本くん
下の名前不明、男性、高校生。
りょうのクラスメイト。
眼鏡をかけた冷静な人物。
他のキャラクター（主にりょう）にツッコミを入れる事が多い。
八王子せのお
まゆかのクラスメイト、まゆかに一目惚れしている。
お金持ちのおぼっちゃまで、やや世間知らずなところがある。
堂々とした性格で、強気な雰囲気を漂わせている。
彼を主人公にあてたスピンオフ作品に、ことはの王子様がある。
りょう(犬)
偶然公園で会ったりょうと同じ名前の犬。
じつはメスだったりする。
モデルは作者が飼っていた愛犬らしい。
三浦フミ
りょうのおばあちゃん(まゆかのひいおばあちゃん)の家の近くに住む、りょうの幼なじみの女の子。
詳しい年齢は不明だが、りょうと同年代だと思われる。
りょうとまゆかがおばあちゃんの家がある田舎にあそびに行ったときに登場。
妹のナミほか、何人か姉妹がいるらしい。
三浦ナミ
フミの妹、11歳
最初はフミと同時に登場するが、 翌年の夏には一人でりょう達の住む町に遊びにくる。
まゆかと仲がよく、波長が合うようである。

## 単行本
レーベルはまんがタイムKRコミックス。全4巻を予定
- 第1巻 2005年5月12日 第1刷発行 ISBN 4-8322-7534-8
- 第2巻 2006年1月10日 第1刷発行 ISBN 4-8322-7558-5
- 第3巻 2006年12月12日 第1刷発行 ISBN 4-8322-7602-6